# Eskrima
Eskrima este un nume generic pentru artele marțiale de origine filipineză. Alți termeni care exprimă același lucru sunt kali, arnis, kaliradman, panandata, escrima cadena de mano etc. Există sute de stiluri de eskrima, fiecare cu terminologie, tehnici și metode de antrenament specifice. Numărul mare de insule din arhipelagul filipinez (7107) și mentalitatea localnicilor a făcut ca aceste stiluri să se dezvolte independent și într-o relativă competiție unele cu altele. 
Antrenamentul începe cu tehnicile de arme (bastoane de diverse dimensiuni, cuțite, arme flexibile și articulate) și progresează spre tehnicile cu mâinile goale (invers față de alte arte marțiale asiatice tradiționale unde antrenamentul începe cu mâinile goale și armele se studiază doar la nivele  avansate).